# Bibliothèque nationale de France
Bibliothèque nationale de France i Paris er et af verden største biblioteker og Frankrigs nationalbibliotek. Det blev grundlagt af Karl 5. og voksede fra 1537, da Frans 1. udstedte en pligtafleveringslov, som bestemte, at et eksemplar af alle bøger trykt i Frankrig skulle leveres til hans bibliotek. Biblioteket fik sit nuværende navn under den Franske Revolution i 1795.
Biblioteket er spredt på flere steder med forskellige opgaver i Paris og Frankrig. En ny afdeling blev opført i François Mitterrands præsidentperiode med adresse Quai François-Mauriac i 13. arrondissement i Paris. Den består af en lav og nedsænket afdeling omgivet af fire bogformede højhuse og er opkaldt efter ham, (fransk: Site François Mitterrand).